# Pachycondyla crawleyi
Pachycondyla crawleyi är en myrart som först beskrevs av Horace Donisthorpe 1920.  Pachycondyla crawleyi ingår i släktet Pachycondyla och familjen myror. Inga underarter finns listade i Catalogue of Life.